# 棒球大聯盟2nd登場人物
以下茲列出日本動畫及漫畫《棒球大聯盟2nd》的角色。

## 主要人物
茂野大吾
聲：藤原夏海
背號：7　守備位置：捕手/外野手　投打：右投右打　身高：156cm（國中） 隊伍：三船海豚隊(小學)→風林國中棒球社→風林大尾聯合隊伍
4月4日生，白羊座，B型。本作男主角。在小學4年級的時候，加入當地的棒球隊“三船海豚隊”，但是因為沒才能加上背負著二世這個稱號的巨大壓力，曾經一度放棄棒球。在迎來6年級的春天裡，受到轉學生佐藤光的邀請，再次加入棒球隊。雖然沒有繼承父親那樣的身體能力，但是從父母那裡繼承對棒球的熱情和冷靜的判斷能力。
但是到了風林中學時因為二年級學長們集體行竊除了丹波廣夢以外其他的人被學校從棒球隊開除，當時的監督覺得自己也有責任並在卸任後賦予大吾當上隊長的職責，大吾當時很迷惘但是聽過許多人的意見，選擇留下來並領導著風林中學棒球社。
國中二年級成為風林中學棒球社隊長。對於女生的戀情十分遲鈍
在中學篇動畫第2集中，將正捕手的位置讓給阿妮塔。在第5集的五木戰中，比捕手阿妮塔先發現睦子球投不好的原因。在第7集的動畫原創回中，提議讓睦子擔任投手，並邀請睦子來家中和泉美一起進行特訓。在第9集的清和之戰中，為了要讓阿妮塔打起精神，謊稱自己肩膀痛所以無法擔任捕手（後來阿妮塔受傷，還是上場與阿妮塔交換了位置）。在第12集中，被清水和泉美評為跟父親茂野吾郎一樣木頭的人。在第15集的大尾戰中，很少見的對仁科明發了脾氣。
由於過度勞累及壓力過大，在動畫第19集中曾發燒病倒，後於動畫第25集中，確認患有心因性換氣過度綜合症。
佐藤光/ 坂口光
聲：西山宏太朗
背號：15 　守備位置：投手、外野手(小學)、捕手(中學)　投打：右投右打 身高：172cm（國中） 隊伍：三船海豚隊(小學)→辻堂國中棒球隊
本作第二男主角，7月2日生，巨蟹座，AB型。因為父親佐藤壽也直到去年為止都在美國大聯盟活躍，所以直到5年級為止都在美國生活著，6年級的春天轉進茂野大吾、佐倉睦子所在的三船小學。個性和善親切，有著出色的身體能力與運動天賦，希望能和茂野大吾成為搭檔，一直鼓勵大吾打球。
國中二年級擔任辻堂棒球隊的捕手，因為在跟東斗少棒隊那場比賽所造成後遺症而不能繼續當投手，並改名為媽媽的姓坂口，初次上場時認為大吾待在風林中學是因為想跟女生打棒球而看不起大吾，並對大吾說出想成為像爸爸一樣強肩強打的捕手。
佐倉睦子
聲：花澤香菜
背號：1 　守備位置：外野手(小學)、投手/外野手(中學)　投打：右投右打　身高：165cm（國中） 隊伍：三船海豚隊(小學)→風林國中棒球社→風林大尾聯合隊伍
本作女主角，A型，生日不詳。和茂野大吾、佐藤光一樣都是三船小學6年級學生，初戀對象是茂野大吾。因為哥哥曾經是海豚隊的隊員，所以非常喜歡棒球，但是父母不同意她打棒球，後面受大吾影響，終於說服父母同意。加入三船少棒隊剛開始的目的是為了在同個場上幫大吾加油，並且為了不跟原本隊員搶位置而保留實力，後來意識到自己這樣是不對的，便開始全心全意打棒球。
國中二年級擔任風林中學棒球社投手，並且成為副隊長。
在中學篇第7集的動畫原創回中，講述了擔任投手的過程。在第12集中，和在涼亭避雨的泉美聊了些自己的心情，並在晚上將向泉美借來的傘送回茂野家。在第13集的柳川戰中，即使已經連投多天，還是努力的一個人投完了比賽。在第15集的大尾戰中，努力的接住了被擊飛的球，而讓投手仁科明重新打起精神。在第17集中，鼓勵了失落的大吾，並在和道壘的對決中順利的上了一壘。
上國中後，依然喜歡大吾。

## 親屬/前作角色
茂野吾郎
聲：森久保祥太郎、熊井統子【童年】
第一部的主角，1987年11月5日出生，天蠍座，B型，本田茂治及本田千秋之子，大吾和泉美的父親，前美國職棒大聯盟黃蜂隊（對應現實中的克里夫蘭守護者隊）投手，於32歲時因左肩血行障礙導致無法投球後退役回到日本，並在之後轉型為打者復出。
本作中大吾四年級時到台灣去打職棒，加入統二隊（原型為中華職棒統一獅隊），在小學篇尾聲時回到日本，不久後前往中南美洲參加冬季聯盟，在中學篇中回國並加盟高知鬥犬隊。在得知大吾他們因輸給辻堂中學後糾結於希望提高球隊實力和擔心隊員因過度鍛鍊受傷兩方面後，在壽也的幫助下成為風林高中棒球隊教練。
茂野薫
聲：笹本優子
本姓清水，茂野吾郎之妻，茂野泉美和茂野大吾的母親，12月10日出生的射手座，O型。在前作中曾作為吾郎在三船海豚隊的隊友擔任右外野手及捕手。
茂野泉美
聲：高森奈津美
大吾的姊姊，獅子座，B型。長相非常可愛且也文武雙全，雖然有時看不慣弟弟的作為，但本身非常關心弟弟時常給他鼓勵，自從看到父親以野手的身份復出日本職棒打球的第一戰打出再見全壘打之後開始喜歡上棒球。
國三時已經引退，由於風林中學沒有女子硬式棒球，打算升高中時去橫濱星倫繼續打棒球，所以沒有直升風林中學高中部。
茂野英毅
聲：咲野俊介
茂野大吾的爺爺，茂野吾郎的養父，前橫濱馬林斯坦隊投手。
茂野桃子
聲：野田順子
茂野大吾的奶奶，茂野吾郎的養母兼幼稚園老師。
佐藤壽也
聲：森田成一、大浦冬華【童年】
1987年9月9日出生，處女座，AB型。光的父親，曾擔任捕手一職。是大吾、泉美的父親吾郎在離開海堂高中前以及在日本世界杯棒球賽代表隊時的隊友，並在加盟黃蜂隊後與吾郎一起拿下大聯盟冠軍，去年成為大聯盟的全壘打王之後就引退，應吾郎之請擔任大吾的個人指導教練。在中學篇中成為日本棒球隊總監督，並在192話應吾郎邀請成為風林高中棒球隊總教練。
眉村健
聲：保村真
12月25日出生，摩羯座，A型。道壘和涉的父親，曾經是光的父親壽也在海堂高中时以及吾郎和寿也在日本世界杯棒球赛代表队时的队友，之后成为大聯盟德克薩斯突襲者隊（對應現實中的德州遊騎兵隊）的頂尖投手，目前已經引退。
清水大河
聲：朴璐美
茂野薰之弟，泉美和大吾的舅舅，吾郎在聖秀高中時的的棒球社隊友之一。本作中經營著一家理髮店，之後應吾郎邀請開始兼任風林高中棒球隊教練。
藤井美保
聲：植田佳奈
本姓中村，藤井之妻以及千代和千里的母親，在前作中曾聖秀高中時擔任大吾的父親吾郎和藤井所在的棒球社領隊以及經理一職。本作中僅於動畫中登場。

## 三船海豚少棒隊
卜部隼人
聲：市川太一
背號：1　守備位置：投手　投打：右投右打　身高：170cm（國中） 隊伍：東斗少棒隊(小學)→三船海豚隊(小學)→清和中學棒球隊
三船海豚隊的王牌投手，從小就體弱多病，後來曾打進甲子園的卜部的父親讓卜部接受棒球練習才改善體弱多病的問題。
原本跟安迪都是東斗少棒隊的隊員之一，因為東斗少年隊的王牌投手位置被以前還是投手的眉村涉奪去，為了想打敗涉所在的東斗少棒隊只好跟安迪一起轉到別的球隊，結果跟東斗對決的先發投手是光，
使得卜部不甘心讓他想退出球隊，後來在幫大吾練習觸擊短打時與大吾的姊姊泉美相遇，使得卜部對她一見鍾情加上還被她鼓勵使得卜部打消退出球隊的念頭。
國中篇和安迪一同進入清和中學。
鈴木安迪
聲：大畑伸太郎
背號：2　守備位置：捕手　投打：右投左打　身高：165cm（國中） 隊伍：東斗少棒隊(小學)→三船海豚隊(小學)→清和中學棒球隊
三船海豚隊的首發捕手，為了實現與卜部隼人的約定所以加入了三船海豚隊，在與谷川國小比賽中扭到腳而不能參賽，在當捕手時的棒球知識比大吾還要多。
國中篇和卜部一同進入清和中學。
田代
聲：森訓久
大吾的父親吾郎在聖秀高中時的棒球社隊友之一，2nd篇成為三船海豚隊的監督。
藤井
聲：草尾毅
大吾的父親吾郎在聖秀高中時的棒球社隊友之一，2nd篇成為三船海豚隊的副教練。千代和千里的父親，妻子為藤井美保。

## 東斗少棒隊
眉村道壘
聲：堀江由衣
背號：7　守備位置：投手、內野手  投打：左投左打（受傷前）、右投左打（受傷後） 身高：156cm（國中） 隊伍：東斗少棒隊(小學)→橫濱青少棒(中學)→大尾國中棒球社→風林大尾聯合隊伍
眉村和靜香生下的雙包胎長女，東斗少棒隊的王牌投手，原本對棒球沒興趣，在一次因緣際會下看到弟弟在看茂野吾郎等人MLB的球賽而對此產生憧憬，便成為大吾的父親茂野吾郎的超級粉絲，投球姿勢有兩種，一種是四分之三接近側投，認真時採用高壓投法，高壓投法時姿勢很像吾郎。
在中學篇動畫第14集中提到，國中時曾加入橫濱青少棒一年，因當時的監督覺得道壘國二時的體力會不及男生，所以將她從正式選手踢除，道壘知道後立刻退出橫濱青少棒，但裡面原本的同伴們希望能繼續跟她打棒球，於是也跟著退出橫濱青少棒加入大尾國中棒球社，並擔任隊伍裡的游擊手以及後援投手。
在漫畫第206話中提到，由於在練習賽中過度投球，導致左手廢掉不能繼續，部員們得知後開始紛紛退出社團以及原本當初陪著她到大尾國中的夥伴們回到原本的青少棒，以致社團屬於廢社的狀態，但在壽也、眉村健、以及吾郎的提議下與風林國中合併。於第212話中表示起初很擔心風林會排斥她們，但在大吾與其他同伴們的鼓舞下，慢慢感受到自己也能融入大家，同時開始改練非慣用手的右手。
在第211話中提到現在的目標為內野手。211、212話中可看出其緊張時會肚子不舒服。
眉村涉
聲：福島潤
眉村和靜香生下的次男，道壘的雙胞胎弟弟，東斗少棒隊的先發捕手。
曾經為投手，但因手肘不適，而被父親下令國中前禁止投球。
於漫畫第208話中確認中學時已轉為改打硬式。
小松
聲：市來光弘
東斗少棒隊的一壘手，在三船海豚隊之戰擔任先發投手。
乾
聲：高瀨右光
曾經是海堂高中夢之島的教官，現在成為東斗少棒隊的監督。

## 虹之丘甲殼蟲少棒隊
玉城
聲：河西健吾
虹之丘甲殼蟲隊的王牌投手，原本是快速球投手，因為腰痛正在治療的關係改成專門投超慢速球讓對手打擊出去然後給隊友防守接球的球風。
小森大介
聲：宮田幸季
7月20日，巨蟹座。跟大吾的父母親在小學時期一同進入三船海豚隊一起並肩作戰的隊友之一，亦是大吾轉校到三船東中後的隊友。在前作夢想延續篇中曾擔任三船海豚隊的監督，現在成為虹之丘甲殼蟲隊的監督。

## 風林中學
仁科明
聲：山下大輝
背號：9　守備位置：外野手／投手　投打：右投右打　身高：168cm（國中） 隊伍：南洋獅子隊(小學)→風林國中棒球社→風林大尾聯合隊伍
以南洋獅子體育推薦生來到風林國中，原本期待著南洋獅子的監督教導下與跟他同時期來的同伴們一起在風林國中打棒球，但是卻期待落空，同伴們知道監督不會來後紛紛退部只留下他自己一個人在風林國中棒球社。
在大吾以及同伴們氛圍的感染下逐漸改變，並開始積極與同伴們一起參與與練習，個性也逐漸變的穩重。
在清和之戰、大尾戰及辻堂戰中都曾上場擔任過投手。
在漫畫第198話中，邀請藤井千代一起進行投手練跑。
相樂太鳳
聲：佐倉綾音
背號：6　守備位置：游擊手　投打：右投兩打　身高：160cm（國中） 隊伍：橫濱少棒隊(小學)→風林國中棒球社→風林大尾聯合隊伍
剛開始只有把棒球當興趣的想法所以才加入棒球社，但在大吾以及同伴們氛圍的感染下逐漸改變，並開始積極與同伴們一起參與與練習。
原橫濱少棒成員，曾經和彌生一起打進全國，是亞妮塔及千里少棒時的前輩，現在加入風林國中棒球社。
在中學篇動畫第13集的柳川戰中，被亞妮塔認為態度消極，因此兩人起了爭執。在動畫第19集敗於大尾後，曾表示不滿大吾過度增加練習量。
在漫畫第202話中，表示想和千葉拓巳友好地競爭游擊手。
澤彌生
聲：河瀨茉希
背號：4　守備位置：二壘手　投打：右投右打　身高：174cm（國中） 隊伍：橫濱少棒隊(小學)→風林國中棒球社→風林大尾聯合隊伍
原橫濱少棒成員，曾經和太鳳一起打進全國賽，是亞妮塔及千里少棒時的前輩。以前是主戰投手，但後來因手肘受傷的關係而放棄當投手。球種相當多元，最拿手的是指叉球。
在中學篇動畫第17集的大尾戰中，接替千里上場投球，且投球時會將頭髮綁起來。
藤井千里
聲：上坂堇
背號：8　守備位置：中外野手　投打：左投左打　身高：158cm（國中） 隊伍：橫濱少棒隊(小學)→風林國中棒球社→風林大尾聯合隊伍
原橫濱少棒的中外野，藤井千代的妹妹。在相樂太鳳的推薦下來到風林國中棒球社，之前有擔任過中繼投手，在橫濱少棒時是澤彌生與相樂太鳳的後輩。
在中學篇動畫第16集的大尾戰中，曾接替仁科明上場投球，只可惜續航力低。
性格有點天然黑，有時會直言不諱地吐槽隊友。
椛島亞妮塔
聲：村川梨衣
背號：2　守備位置：捕手／外野手　投打：右投右打　身高：176cm（國中） 隊伍：橫濱少棒隊(小學)→風林國中棒球社→風林大尾聯合隊伍
原橫濱少棒的捕手，之前曾經是橫濱少棒的先發捕手，但是因體力及力量不及於男生而被撤換成候補捕手，因為不服氣所以決定退隊不再繼續打棒球，但在相樂太鳳的推薦下與藤井千里來到風林國中繼續打棒球。
在橫濱少棒時是澤彌生與相樂太鳳的後輩。
起初相當不滿隊長大吾，後來漸漸地對他開始改觀。
在中學篇動畫第9集的清和之戰中，不小心弄傷了手腕。後於第13集的柳川戰中，表示不滿太鳳和彌生的消極態度，而與太鳳起了爭執。
關鳥星蘭
聲：高垣彩陽
背號：5　守備位置：三壘手　投打：右投左打　身高：168cm（國中）
在睦子的勸誘下加入風林國中棒球社，擁有強力的肩膀，常擔任吐槽的角色，在中學篇動畫第13集中提到，其實非常會打左投手的球，人稱左投殺手。
在春季軟式棒球大賽第3回戰，面對柳川中學第2任投手左投的福沢，打破平手的僵局，擊出超前比數的滿貫全壘打。
丹波廣夢
聲：杉田智和
背號：3　守備位置：一壘手　投打：右投右打　身高：170cm（國中）
在風林國中擔任學生會長，也是社團唯一留下來的前輩。在中學篇動畫第6集中，透漏患有傳球yips。並於動畫第20集中，離開風林國中棒球社（三年級生引退）。
藤井千代
聲：渡部紗弓
守備位置：投手　投打：右投右打 身高：180cm（國中）
藤井千里的姐姐，於漫畫160話初登場。
原本屬於美術社，但由於棒球社的人數不足，在睦子與大吾的勸誘下加入棒球社。起初非常嫌棄，但是對仁科明一見鍾情，得知仁科明在棒球社後以球隊經理的身份加入，並以自己運動神經不好的理由拒絕當選手，但其實在小學時就已經在打棒球，而且也有游泳及網球相關經驗，所以體力及運動神經都非常的拔群，卻因比自己晚才開始打棒球的千里打得比自己還要好而感到自卑，也因妹妹比自己更備受爸爸期待，所以漸漸開始不再打棒球。
跟辻堂對戰前因為千葉得急性盲腸炎，在大吾的請求下去當左外野手。
在壽也的投手適應性的測試下顯現出當投手的資質，雖然球速只有98km/h，但是球的轉速卻能達到2130rpm，是一流選手的水準。
千葉拓巳
聲：米內佑希、水野麻里繪【童年】
與仁科還有其他3人都是南洋獅子體育推薦生，但是跟仁科不一樣，是以升學考試進來風林中學，特徵是留著一頂香菇頭，原本要離開風林中學棒球社跑去打硬式青少棒，後期因丹波廣夢在練習中手受傷而不能參加比賽，之後在仁科明邀請下加入風林中學棒球社。
菅原和氣
聲：植木慎英、森千晃【童年】
為南陽獅子推薦生其中一人，得知國友監督不會來後，決定退出風林中學棒球社，去打硬式青少棒。
北大路颯太
聲：多田啟太、土師亞文【童年】
為南陽獅子推薦生其中一人，得知國友監督不會來後，決定退出風林中學棒球社，去打硬式青少棒。
梅宮祐介
聲：宮城一貴、植竹香菜【童年】
為南陽獅子推薦生其中一人，得知國友監督不會來後，決定退出風林中學棒球社，去打硬式青少棒。
山口
聲：村中知
擔任風林中學棒球社的新顧問，不但對棒球一點觀念都沒有而且對棒球也沒有任何興趣，除了學校交待給她的事情會轉達給風林中學棒球社的成員，其他時間都不太會在社團露臉，所以都把隊伍的任何事情交給大吾負責，雖然顧問會陪著大吾們一起參加比賽，不過經常會在比賽時做棒球隊輸掉比賽後能擁有休息日的白日夢。
江頭哲文
風林學園現任校長。前海堂高中棒球隊監督，在大吾的父親吾郎進入海堂高中後視吾郎為賺錢機器，但在吾郎堅持離開後開始痛恨吾郎並威脅其他擁有棒球社的高中拒絕吾郎入學並教唆球員在練習賽中踩傷吾郎的右腳，最終在向壽也自白後被道壘和涉的母親與舅舅早乙女泰造揭發後被革職。
在本作中當大河和吾郎希望能當風林中學棒球社的總教練時，都以沒有教練執照的理由而拒絕他們，但壽也因為有執照所以只好認可當他們的總教練並准許吾郎和大河擔任教練，但仍不斷地以卑鄙的手段打擊棒球社，真正目的就是希望棒球社停止活動。

## 大尾中學
鄉田早苗
在大尾國中棒球社唯一一個留下來的後輩，棒球幾乎是新人水準，卻擁有動態視力，身體素質異常的好。因為憧憬著道壘而加入棒球社，在得知與風林中學合併後與道壘一起加入。於漫畫第211話中自介為一年級，巨蟹座，血型AB型。
魚住昂太郎
聲：金光宣明
原本是橫濱青少棒的成員，為了繼續和道壘打球而加入大尾棒球社。因為告白被道壘拒絕後覺得被對方討厭了，於是沒有繼續留下來，轉而回歸橫濱青少棒，後來加入風林大尾聯合棒球隊。
出光
聲：小林大紀
原本是橫濱青少棒的成員，為了繼續和道壘打球而加入大尾棒球社，在道壘受傷後回歸橫濱青少棒。
世古
聲：土田玲央
原本是橫濱青少棒的成員，為了繼續和道壘打球而加入大尾棒球社，在道壘受傷後回歸橫濱青少棒。

## 辻堂中學
國友
聲：小村哲生
原為南陽獅子的總教練，現任為辻堂中學棒球隊的總教練，把仁科明等人推薦到已經分崩離析的風林中學棒球社，並灌輸仁科明等人實力至上主義的源頭，但作為監督也擁有相符的教導能力，本人的個性也非常的正直不會偏袒任何人，自己的兒子在隊伍裡也不會有特別待遇。原本計劃成為風林中學棒球社監督，但因被江頭勸退所以決定轉當辻堂中學的監督。
國友壘侍（路易吉·國友）
聲：天崎滉平
國友總教練的大兒子，擔任A組的游擊手。
國友真里男（馬利歐·國友）
聲：增田俊樹
擁有強肩強打的投手，投球時速能達到130km/h，是國友總教練的二兒子。
米山
聲：白熊寬嗣
辻堂中學棒球隊的二軍教練，在國友不在的情況下率領二軍與風林中學棒球社進行比賽，並以10分讓分給風林中學棒球社。

## 其他角色
本田茂治
吾郎的親生父親，也是大吾的「另一位爺爺」。前作中在吾郎4歲時因觸身球意外擊中頭部後因顱內血腫於逝世。本作中僅被提及。
喬·吉普森二世
吾郎在美國打棒球時的勁敵。本作中僅出現於動畫中吾郎帶領黃蜂隊拿下大聯盟冠軍的那場比賽的影片裡。